# ティエラ・フィルメ

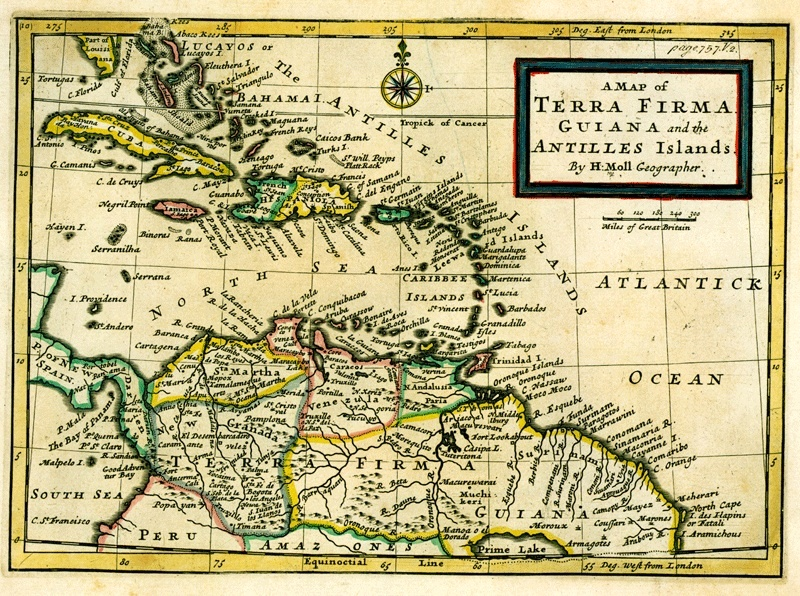
17世紀のティエラ・フィルメの地図

ティエラ・フィルメ（スペイン語: Tierra Firme）またはコスタ・フィルメ（Costa Firme）は、スペインによる植民地時代初期に南アメリカ海岸および中央アメリカのカリブ海海岸一帯に与えられた名称である。
この地域は1498年から1502年にかけてヨーロッパ人によってはじめて探検されたアメリカ大陸本土で、おおまかに現在のギアナ地方から、ホンジュラス・ニカラグア国境のグラシアス・ア・ディオス岬までを指していた。その後「ティエラ・フィルメ」という語はカスティリア・デ・オロ (Castilla de Oro) の東半分に限定されるようになった。
パナマのアウディエンシアが成立すると、1539年にティエラ・フィルメはアウディエンシアの長官および総督によって支配される長官・総督領となったが、このときコスタ・リカ以西は含まれなくなった。1550年からはペルー副王領の直轄領であるティエラ・フィルメ州になった。その後パナマのアウディエンシアが復活し、1614年からアウディエンシアはリマのアウディエンシアに従属したが、ティエラ・フィルメは自治の度合いが高まった。1739年にはヌエバ・グラナダ副王領の一部となり、1751年からティエラ・フィルメ総司令官領(comandancia general de Tierra Firme)に格下げになった。

## 名称
スペイン語でティエラ・フィルメとは文字通りには「堅固な大地」を意味し、「つながった土地」、すなわち島嶼部ではない大陸部分を意味する。ラテン語では「terra firma」と呼ばれる。

## 歴史

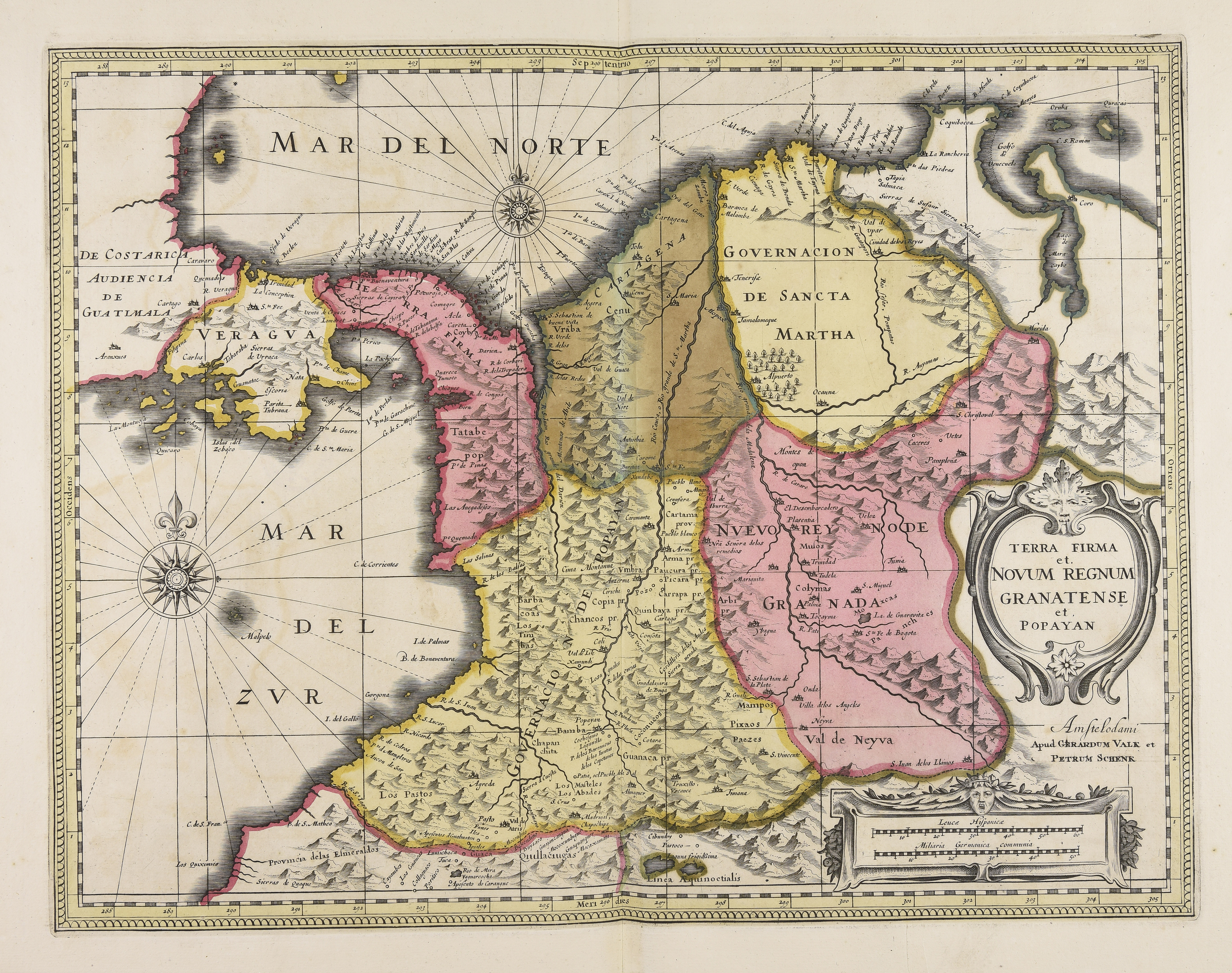
16世紀はじめのティエラ・フィルメ王国、ヌエバ・グラナダ王国、ポパヤン総督領の地図

ティエラ・フィルメは「王国」(Reino)と呼ばれたが、実際に王がいたわけではなく、行政区分名に過ぎない。ティエラ・フィルメは当初コロンビア副王領 (Columbian Viceroyalty) の理論的領土を構成していた。
東部の植民地化は1500年のクバグア島（今のベネズエラのヌエバ・エスパルタ州の島）にはじまる。同年、大陸部のクマナ川河口に真珠港 (es:Puerto de las Perlas) が建設され、それが発達して1515年にクマナ（サン・フランシスコ・デ・クマナ）となった。1502年には短命に終わったコキバコア総督領 (es:Gobernación de Coquibacoa) 、1525-35年にはトリニダード州（今のトリニダード・トバゴ）、1526-93年にマルガリータ総督領（今のマルガリータ島）が建設された。1527年にベネスエラ州が建設されたが、1529年にドイツのヴェルザー家の封地クライン・ヴェネーディヒ（「小さなヴェネツィア」の意）に転換された（1546年にベネスエラ州が復活）。
「ティエラ・フィルメ王国のヌエバ・カスティリア・デル・オロ」(Nueva Castilla del Oro del Reino de Tierra Firme)と呼ばれた西部は、1508年にベラグア総督領（今のニカラグア、コスタリカ、パナマ）のディエゴ・デ・ニクエサ (Diego de Nicuesa) とヌエバ・アンダルシア（今のコロンビア北部）のアロンソ・デ・オヘダ (Alonso de Ojeda) の間で名目上2つに分けられた。1512年に前者からダリエン総督領が分かれた。1514年にこれらの政府は解消され、拡大された新しいカスティリア・デ・オロ(Castilla de Oro)総督領が成立した。1539年に西のヌエバ・カルタゴ・イ・コスタ・リカ総督領（今のニカラグアおよびコスタリカのカリブ海岸地方）、南のサン・フアン総督領を中心とする南アメリカ、およびそれ以外のティエラ・フィルメ総督領の3つに分割された。同年パナマのアウディエンシアが成立し、このときに「ティエラ・フィルメ」という語ははじめて行政・司法上の実体を持つようになった。
1543年には行政上の独立性を失い、ヌエバ・エスパーニャの副王の下に置かれたグアテマラ総督領に従属するパナマおよびノンブレ・デ・ディオス（ダリエン地方を含む）のアルカルディア・マヨールに格下げになった。
1550年からはペルー副王領の直轄領であるティエラ・フィルメ州となった。1565年にグアテマラ総督領が解体され、復活したパナマのアウディエンシアがヌエバ・カルタゴ・イ・コスタ・リカ州、ニカラグア州、コマヤグア・イ・オンドゥラス州のウルア川とフォンセカ湾までの地を管轄するようになり、ティエラ・フィルメ長官・総督領(presidencia-gobernación de Tierra Firme)と呼ばれる新しい自治体を構成したが、1570年にグアテマラのアウディエンシアが再建されたため、パナマのアウディエンシアはその領地の大部分を失って、ベラグアス県からダリエン地峡までの、パナマ一帯に限られるようになった。
パナマのアウディエンシアは自治を保ったが、1614年にはリマのアウディエンシアに従属するようになった。1739年には復活したヌエバ・グラナダ副王領に組み込まれ、ボゴタのアウディエンシアに従属するようになった。最終的にティエラ・フィルメおよびパナマのアウディエンシアは行政上の実体を失って1751年に「ティエラ・フィルメ総司令官領」(comandancia general de Tierra Firme)となり、その状態が1821年のパナマ独立まで続いた。